# Oliver Kreuzer
Oliver Kreuzer (Mannheim, Alemania Federal, 13 de noviembre de 1965) es un ex-futbolista alemán, se desempeñaba como defensa. Jugó en el Karlsruher SC, Bayern de Múnich y FC Basel, y disputó con la selección de fútbol de Alemania Federal los Juegos Olímpicos de Seúl 88.

## Clubes
| Club                | País             | Año         | Partidos | Goles |
| Karlsruher SC       | Alemania Federal | 1985 - 1991 | 182      | 8     |
| FC Bayern de Múnich | Alemania         | 1991 - 1997 | 150      | 8     |
| FC Basel            | Suiza            | 1997 - 2002 | 119      | 16    |

## Palmarés
FC Bayern de Múnich
- Bundesliga: 1993-94, 1996-97
- Copa de la UEFA: 1995-96

FC Basel
- Super Liga Suiza: 2001-02
- Copa Suiza: 2002

- Datos: Q316617
- Multimedia: Oliver Kreuzer / Q316617